# Psychotria pygmaeodendron
Psychotria pygmaeodendron är en måreväxtart som beskrevs av Karl Moritz Schumann. Psychotria pygmaeodendron ingår i släktet Psychotria och familjen måreväxter. Inga underarter finns listade i Catalogue of Life.